# 1887
1887 (MDCCCLXXXVII) là một năm thường bắt đầu vào Thứ bảy của lịch Gregory và là một năm thường bắt đầu vào Thứ Năm của lịch Julius, năm thứ 1887 của Công nguyên hay của Anno Domini, the năm thứ 887  của thiên niên kỷ 2, năm thứ 87  của thế kỷ 19, và năm thứ  8   của thập niên 1880. Tính đến đầu năm 1887, lịch Gregory bị lùi sau 12 ngày trước lịch Julius, và vẫn sử dụng ở một số địa phương đến năm 1923. 

## Sự kiện

### Tháng 1–3
- 28 tháng 1: Tháp Eiffel bắt đầu khởi công xây dựng ở Paris, Pháp.

Không rõ: Winchester M1887 chính thức ra đời bởi John Browning.

## Sinh
- 16 tháng 5: Igor Severyanin, nhà thơ Nga. (m. 1941)
- 31 tháng 5: Saint-John Perse, nhà thơ Pháp, người đoạt Giải Nobel Văn học năm 1960. (m. 1975)
- 12 tháng 8: Erwin Schrödinger, nhà vật lý người Áo. (m. 1961)
- 7 tháng 9: Edith Sitwell, nữ nhà văn, nhà thơ Anh. (m. 1964)
- 10 tháng 9: Giovanni Gronchi, tổng thống Ý. (m. 1978)
- 6 tháng 10: Le Corbusier, kiến trúc sư người Thuỵ Sĩ. (m. 1965)
- 6 tháng 10: Phan Khôi, học giả, nhà thơ Việt Nam. (m. 1959)
- 31 tháng 10: Tưởng Giới Thạch, quân sự gia, chính trị gia người Trung Quốc và Trung Hoa Dân Quốc. (m. 1975)
- 3 tháng 11: Samuil Marshak, nhà văn, nhà thơ, dịch giả nổi tiếng người Nga. (m. 1964)
- 4 tháng 11: Zmicier Žylunovič, nhà văn, nhà báo Belarus (m. 1937)
- 17 tháng 11: Bernard Montgomery, một tướng lĩnh quân đội Anh. (m. 1976)
- 24 tháng 11: Erich von Manstein, một chỉ huy cấp cao quân đội Đức. (m. 1973)
- 22 tháng 12: Srinivasa Ramanujan, nhà toán học người Ấn Độ. (m. 1920)

## Mất
- 19 tháng 1: Semën Yakovlevich Nadson, nhà thơ Nga. (s. 1862)
- 20 tháng 2: Lê Thành Phương, thủ lĩnh phong trào Cần Vương chống Pháp tại Phú Yên. (s. 1825)
- 14 tháng 4: Nguyễn Cao, danh tướng nhà Nguyễn, Việt Nam. (s. 1828 / 1837)
- 15 tháng 10: Nguyễn Duy Hiệu, người tham gia phong trào chống Pháp tại Việt Nam. (s. 1847)
- 17 tháng 10: Gustav Kirchhoff, nhà vật lý người Đức. (s. 1824)
- 8 tháng 11: Ơgien Pôchiê nhà thơ sáng tác bài Quốc tế ca. (s. 1816)
- không rõ:
  - Tạ Hiện, lãnh tụ phong trào Cần Vương tại Thái Bình.
  - Đinh Công Tráng, lãnh tụ Khởi nghĩa Ba Đình.